# Безулик Ганна Володимирівна
Ганна Володимирівна Безулик (нар. 13 травня 1971, Київ) — українська телеведуча.

## Біографія
Народилася 13 травня 1971 у Києві.
1988 року закінчила школу № 171 у Києві. 1993 року закінчила Київський національний університет імені Тараса Шевченка, механіко-математичний факультет.
З грудня 1990 по січень 1992 працювала ведучою програми «Гарт» у Молодіжній редакції Державної телекомпанії України. Від січня 1992 до червня 1995 працювала на експериментальному каналі УТ-3 ведучою і журналісткою. Працювала в програмах «Віннер» («Winner»), «Ридикюль», «Круті новини». Готувала інформаційні матеріали. У червні 1995 стала провідною ведучою каналу УТ-2. У березні 1996 стала коментаторкою ГВО «Громада» (НТКУ). У 1997 стала ведучою на каналі «1+1». У вересні 1997 року стала авторкою і ведучою програми «Сніданок з 1+1». У серпні 1999 стала шеф-редакторкою цієї програми. Вела телевізійні політичні дебати 2002 року. У квітні 2002 стала авторкою і ведучою політичного ток-шоу «Я так думаю».
У 2006 потрапила до списку 100 найвпливовіших жінок України за рейтингом журналу «Фокус».
З 2009 програма «Я так думаю» припинила вихід на каналі «1+1», а з березня 2009 року на «5 каналі» (Україна) почала виходити програма «„Я так думаю“ з Анною Безулик» виробництва «Української медійної групи». Передача виходила в ефір до 18 березня 2010. Продовження не було, оскільки закінчився термін контракту між виробником програми — «Української медійної групою» і «5 каналом»[джерело?].
З серпня 2010 року Ганна Безулик почала працювати на «5 каналі», а з 24 лютого 2011 вела на «5 каналі» по четвергах ток-шоу «РесПубліка з Анною Безулик».
З 2013 року почала працювати на телеканалі «Інтер». Ведуча програми «Справедливість», суспільно-політичного ток-шоу, під час якого йшов публічний пошук справедливих шляхів вирішення нагальних суспільних проблем. Програма виходила менше місяця — з 25 січня до 15 лютого 2013 року — після чого її було замінено на «Шустер LIVE».
З 2016 року доцентка кафедри журналістики та нових медіа Інституту журналістики Київського університету імені Бориса Грінченка.

## Нагороди
Заслужений журналіст України (1999).
У березні 2007 нагороджена орденом княгині Ольги III ступеня за «вагомий внесок у соціально-економічний і культурний розвиток України, активну громадську діяльність та багаторічну сумлінну працю».

## Сім'я
Неодружена, виховує доньку Олександру.